# تشالغرود
تشالغرود هي قرية في مقاطعة كوثر، إيران. يقدر عدد سكانها بـ 546 نسمة بحسب إحصاء 2016.